# Kokosanki
Kokosanki – trzeci singel Natalii Nykiel z 2018 roku, promujący jej drugi album studyjny Discordia. Utwór skomponowała sama wokalistka we współpracy z Michałem „Fox” Królem, a tekst piosenki napisała także sama z Michałem Majakiem. Początkowo piosenka miała być drugim singlem promującym album Discordia, jednak zastąpiono go Total błękit.

## Premiera i wykonania na żywo
Kompozycja została zaprezentowana przez wokalistkę na żywo w wielu projektach muzycznych i programach krótko po premierze albumu. 17 listopada 2017 wykonała trzy piosenki z Discordii, w tym "Kokosanki" w ramach akcji Red Bull Stripped Session. Piosenka znalazła się również na setliście trasy koncertowej "Total Tour (2017)".

## Teledysk
4 listopada odbyła się premiera czterech klipów interaktywnych do "Kokosanek" promujących akcję mBanku "Razem lepiej". Klip był dostępny na stronie internetowej mBanku i tylko dla posiadaczy konta w tym banku. 13 listopada 2017 roku ukazał się teaser oficjalnego teledysku, który również został nagrany we współpracy z mBankiem. 21 marca 2018 odbyła się oficjalna premiera teledysku do piosenki w serwisie YouTube.
- Reżyseria: Łukasz Zabłocki
- Operator: Piotr Uznański
- Montaż: Andrzej Juraszczyk
- Scenografia: Zuza Słonimska
- Kostiumy: Dorota Magdziarz, Iwona Łęczycka
- Agencja: Grey Group Poland